# Mönchshütte (Wüstung)
Mönchshütte ist eine Wüstung auf der Gemarkung des Iphöfer Ortsteils Possenheim im unterfränkischen Landkreis Kitzingen. Der Hof wurde bereits vor dem 16. Jahrhundert verlassen. Die Gründe hierfür sind unklar.

## Geografische Lage
Die Wüstung ist im Osten der Possenheimer Gemarkung zu finden. Noch heute erinnert die Waldabteilung „Mönchshütte“ an die ehemalige Siedlung. Nördlich beginnt der sogenannte Blässerwald auf dem Gebiet von Markt Einersheim, nordöstlich erhebt sich das Schnackenbacherholz. Östlich ist der Waldhof zu finden. Heute führt im Süden die Bundesstraße 8 an der Wüstungsstelle vorbei. Südwestlich befindet sich der Seehof.

## Geschichte
Der Name der Wüstung verweist auf die Nutzung des ehemaligen Hofes. So kann man den Namen mit „Hütte eines Mönchs“ übersetzen. Vielleicht entstammt er auch dem mittelhochdeutschen Wort sutte, das Morast oder Pfütze bedeutet. Später wurde sutte auch für eine Krankenstube verwendet. Wahrscheinlich stand an dieser Stelle ein Siechhaus der Mönche aus dem Benediktinerkloster Münsterschwarzach, eventuell wurde der Hof auch als Einsiedlerklause genutzt.
Die erste und einzige Nennung des Hofes erfolgte im Jahr 1506. In einem Jagdvertrag zwischen den Grafen zu Castell und den Schenken von Limpurg, die beide große Forste in der Umgebung besaßen wurden die Einflussgebiete festgelegt. So besaß Castell den Wald „biss auff die Munchshoffe“ und Limpurg sollte das Areal „zu jagen macht und gewalt haben an der Munchsutten“. Wahrscheinlich bestand der Hof zu diesem Zeitpunkt bereits nicht mehr.